# محمد عايش
محمد عايش (1952- 2017 م) مخرج فلسطيني أردنِّي، ولد في الخليل ودرس في القاهرة وتوفي في عمَّان.

## سيرته
وُلد محمد عايش في الخليل عام 1952م، نال البكالوريوس في الإخراج السينمائي من القاهرة عام 1982، وهو عضو (رابطة) نقابة الفنانين، وعضو لجنة شؤون المهنة لأكثر من دورة، وعضو لجنة العضوية لأكثر من دورة، وعضو نقابة المهن السينمائية في مصر (1982).

## مسلسلات أخرجها
| اسم العمل         | الإنتاج                  | السنة |
| ----------------- | ------------------------ | ----- |
| النخوة            | عبد الرحمن العقرباوي     | 1990  |
| البياض            | أنجاد فيلم               | 1991  |
| غريب ديار         | روحي الصفدي              | 1992  |
| الصقر والرها      | روحي الصفدي              | 1995  |
| الشهم             | روحي الصفدي              | 1996  |
| اللغز البدوي      | mbc                      | 1996  |
| أبو العارف        | التلفزيون الأردني        | 1997  |
| بين نارين         | المركز العربي            | 1997  |
| صبر أيوب          | المؤسسة الأردنية للإنتاج | 1998  |
| أبو عواد 1        | التلفزيون الأردني        | 1998  |
| أبو عواد 2        | التلفزيون الأردني        | 1999  |
| أتحداك يا دمعي    | التلفزيون الأردني        | 1999  |
| الإخوة الشجعان    | التلفزيون السعودي        | 2000  |
| الأصيل            | إسماعيل كتكت             | 2002  |
| خلف خلاف          | التلفزيون السعودي        | 2002  |
| نقاط ملموسة       | التلفزيون السعودي        | 2003  |
| مشاعل النور       | التلفزيون السعودي        | 2004  |
| المارقون (صنع في) | mbc                      | 2006  |
| للخطايا ثمن       | mbc                      | 2007  |
| الإمام الشافعي    | التلفزيون السعودي        | 2007  |
| نيران البوادي     | تلفزيون الكويت           | 2008  |
| نصف القمر         | التلفزيون الأردني        | 2010  |
| طاش ما طاش 17     | mbc                      | 2010  |
| طاش ما طاش 18     | mbc                      | 2011  |
| طالع نازل         | تلفزيون دبي              | 2012  |
| الخطاف            | التلفزيون السعودي        | 2013  |
| سواق وشغالة       | روتانا خليجية            | 2014  |

## وفاته
توفي محمد عايش في عمَّان يوم 29 تموز عام 2017م.

## روابط خارجية
- محمد عايش على موقع قاعدة بيانات الأفلام العربية